# Ярославець (Замойський повіт)
Ярославець (пол. Jarosławiec) — село в Польщі, у гміні Ситно Замойського повіту Люблінського воєводства. Населення — 1517 осіб (2011).

## Історія
За даними етнографічної експедиції 1869—1870 років під керівництвом Павла Чубинського, у селі переважно проживали польськомовні римо-католики, меншою мірою — греко-католики, які також розмовляли польською.
У 1975—1998 роках село належало до Замойського воєводства.

## Демографія
Демографічна структура станом на 31 березня 2011 року:
|          | Загалом | Допрацездатний вік | Працездатний вік | Постпрацездатний вік |
| -------- | ------- | ------------------ | ---------------- | -------------------- |
| Чоловіки | 749     | 168                | 534              | 47                   |
| Жінки    | 768     | 150                | 493              | 125                  |
| Разом    | 1517    | 318                | 1027             | 172                  |